# Gardiner (Montana)
Gardiner és una concentració de població designada pel cens dels Estats Units a l'estat de Montana. Segons el cens del 2000 tenia 851 habitants.

## Demografia
Segons el cens del 2000, Gardiner tenia 851 habitants, 435 habitatges, i 210 famílies. La densitat de població era de 86,9 habitants per km².
Dels 435 habitatges en un 22,1% hi vivien nens de menys de 18 anys, en un 40% hi vivien parelles casades, en un 5,7% dones solteres, i en un 51,5% no eren unitats familiars. En el 43,2% dels habitatges hi vivien persones soles el 4,8% de les quals corresponia a persones de 65 anys o més que vivien soles. El nombre mitjà de persones vivint en cada habitatge era d'1,96 i el nombre mitjà de persones que vivien en cada família era de 2,73.
Per edats la població es repartia de la següent manera: un 20,8% tenia menys de 18 anys, un 2,9% entre 18 i 24, un 40,5% entre 25 i 44, un 28% de 45 a 60 i un 7,8% 65 anys o més.
L'edat mediana era de 39 anys. Per cada 100 dones de 18 o més anys hi havia 99,4 homes.
La renda mediana per habitatge era de 30.125 $ i la renda mediana per família de 46.071 $. Els homes tenien una renda mediana de 30.240 $ mentre que les dones 17.614 $. La renda per capita de la població era de 17.810 $. Aproximadament el 3,4% de les famílies i el 8,2% de la població estaven per davall del llindar de pobresa.

## Poblacions més properes
El següent diagrama mostra les poblacions més properes.